# Sada Thompson
Sada Carolyn Thompson (Des Moines, 27 de setembro de 1927 - Danbury, 4 de maio de 2011) foi uma atriz estadunidense. Ela ganhou um Tony Award em 1972 por seu papel na peça Twigs, de George Furth, dirigida por Michael Bennett. Ela também foi indicada quatro vezes ao Emmy Award, vencendo em 1978.

## Filmografia

### Filmes
| Ano  | Título                         | Papel             | Nota(s)   |
| ---- | ------------------------------ | ----------------- | --------- |
| 1971 | The Pursuit of Happiness       | Ruth Lawrence     |           |
| 1971 | Desperate Characters           | Claire            |           |
| 1976 | The Entertainer                | Phoebe Rice       | Telefilme |
| 1977 | Our Town                       | Mrs. Gibbs        | Telefilme |
| 1983 | Princess Daisy                 | Masha             | Telefilme |
| 1986 | My Two Loves                   | Dorothea          |           |
| 1987 | Father Dowling Mysteries       | Maria Pello       | Telefilme |
| 1989 | Home Fires Burning             | Pastine Tibbetts  |           |
| 1989 | Fear Stalk                     | Pearl             |           |
| 1995 | Indictment: The McMartin Trial | Virginia McMartin | Telefilme |
| 1997 | Any Mother's Son               | Gertie            | Telefilme |
| 1998 | The Patron Saint of Liars      | Sister Evangeline | Telefilme |
| 2000 | Pollock                        | Stella Pollock    |           |

### Televisão
| Ano     | Título                      | Papel             | Nota(s)                                               |
| ------- | --------------------------- | ----------------- | ----------------------------------------------------- |
| 1961    | Camera Three                | Rosalyn           | episódio: "The Cracked Looking Glass"                 |
| 1963    | The Nurses                  | Mrs. Mitchell     | episódio: "The Helping Hand"                          |
| 1964    | The DuPont Show of the Week | Judy              | episódio: "The Missing Bank of Rupert X. Humperdinck" |
| 1973    | Love Story                  | Mamma Cassalini   | episódio: "Joie"                                      |
| 1974–76 | Lincoln                     | Mary Todd Lincoln | 5 episódios                                           |
| 1976–80 | Family                      | Kate Lawrence     | 86 episódios                                          |
| 1982    | Marco Polo                  | Aunt Flora        | 2 episódios                                           |
| 1986    | The Love Boat               | Laura Jameson     | 2 episódios                                           |
| 1991    | Cheers                      | Mama Lozupone     | episódio: "Honor Thy Mother"                          |
| 1993    | Alex Haley's Queen          | Miss Mandy        | 3 episódios                                           |
| 1995    | Law & Order                 | Elaine Nicodos    | episódio: "Jeopardy"                                  |